# Старецът (бук)
Старецът е вековно дърво от род бук, което се намира в близост до село Сини връх, Община Асеновград, Област Пловдив, България.
Селото се намира в планински район в Родопите, на около 30 километра югоизточно от Асеновград, между селата Врата и Изворово. Западно от връх Сини връх, на 1425 метра н.м., извира река Сушица (Мостовска Сушица). На северозапад от върха, на високия десен бряг се намира природната забележителност платото Белинташ.
Дървото е на възраст над 100 години. Разположено е на малка площадка сред борова гора.